# Quadro (diritto del lavoro italiano)
Il termine quadro indica, nel diritto del lavoro italiano, una qualifica del lavoratore dipendente.

## Descrizione

### Disciplina normativa
I quadri costituiscono, assieme a dirigenti, impiegati e operai, una delle quattro categorie di lavoratori subordinati previste dalla legge
all'art 2095 del codice civile italiano.
Una più precisa qualificazione è avvenuta soltanto con l'emanazione della legge 13 maggio 1985, n. 190. Nella Pubblica Amministrazione italiana la categoria dei quadri corrisponde a quella dei funzionari.

### Caratteristiche
Si tratta di lavoratori che svolgono attività di rilevante importanza ai fini dello sviluppo e dell'attuazione degli obiettivi dell'impresa, e che dipendono direttamente dall'imprenditore o da un dirigente. I requisiti e le norme di appartenenza alla categoria sono contenute nei singoli contratti collettivi di lavoro, come espressamente demandato dalla legge 190/1985.
In ambito bancario il Quadro di quarto livello (introdotto col CCNL del 2008) è il quadro di grado più elevato. Può anche assumere la qualifica di Direttore di agenzia di Banca. 
In generale, come previsto dalla legge, il quadro è una qualifica intermedia tra quella di dirigente e di impiegato. Le diverse mansioni dei quadri dipendono da ciascun settore/CCNL. Spesso, quando non esiste un dirigente per una determinata funzione, il quadro può rivestire ruoli direttivi (se previsto dal contratto).